# Гелешть (комуна)
Гелешть, Гелешті (рум. Gălești) — комуна у повіті Муреш в Румунії. До складу комуни входять такі села (дані про населення за 2002 рік):
- Адріану-Маре (170 осіб)
- Адріану-Мік (61 особа)
- Бедень (174 особи)
- Гелешть (1297 осіб) — адміністративний центр комуни
- Маяд (414 осіб)
- Синвесій
- Троїца (824 особи)

Комуна розташована на відстані 253 км на північний захід від Бухареста, 15 км на схід від Тиргу-Муреша, 93 км на схід від Клуж-Напоки, 115 км на північний захід від Брашова.

## Населення
За даними перепису населення 2002 року у комуні проживали 2940 осіб.
Національний склад населення комуни:
| Національність | Кількість осіб | Відсоток |
| -------------- | -------------- | -------- |
| угорці         | 2752           | 93,6%    |
| цигани         | 141            | 4,8%     |
| румуни         | 44             | 1,5%     |

Рідною мовою назвали:
| Мова      | Кількість осіб | Відсоток |
| --------- | -------------- | -------- |
| угорська  | 2805           | 95,4%    |
| циганська | 90             | 3,1%     |
| румунська | 42             | 1,4%     |

Склад населення комуни за віросповіданням:
| Релігія            | Кількість осіб | Відсоток |
| ------------------ | -------------- | -------- |
| реформати          | 1009           | 34,3%    |
| унітарії           | 968            | 32,9%    |
| римо-католики      | 616            | 21,0%    |
| православні        | 110            | 3,7%     |
| не релігійні       | 71             | 2,4%     |
| адвентисти         | 29             | 1,0%     |
| баптисти           | 10             | 0,3%     |
| греко-католики     | 9              | 0,3%     |
| п'ятдесятники      | 1              | < 0,1%   |
| бретрени           | 1              | < 0,1%   |
| не вказали релігію | 4              | 0,1%     |